# Meus Prêmios Nick 2003
El Meus Premios Nick 2003 es la cuarta edición de los premios. Tuvo lugar el 27 de septiembre. El premio reunió en su ceremonia de entretenimiento más de 12.000 niños y familias. La presentadora fue Márcio García.

## Ganadores

### Dibujos animados favoritos
- Bob esponja

### Videojuego favorito
- Yu-Gi-Oh

### Película del año
- Harry Potter y la cámara secreta

### Banda favorita
- Charlie Brown Jr.

### Cantante del año
- Bebé

### Favorito TV
- Ejercicio

### Canción del año
- Cuando el sol está-Detonautas

### Nacional Videoclip favorito
- Hoy solamente-Jota Quest

### Favorito fútbol jugador
- Ronaldinho

### Caliente año
- Daniella Cicarelli

### Gato del año
- Erik Marmo

### Actriz favorita
- Carolina Dieckmann

### Actor favorito
- Rodrigo Santoro

### Año cantante
- Tecla K

### Villano favorito
- Regiane Alves

### Artista favorito internacional
- Avril Lavigne

## Sucesiones
| Predecesor: - | Meus Premios Nick 2000 | Sucesor: Meus Prêmios Nick 2004 |